# 增生 (病理学)
細胞增生（英語：Hyperplasia），是指由於細胞數量增加（細胞增殖）而造成組織的體積質量增加，並且有些情況下會導致器官變大。細胞增生有時會與良性的贅生物或是良性肿瘤混淆。
細胞增生是細胞對外在刺激常見的腫瘤前期反應 ，在顯微鏡底下，增生細胞與正常細胞無異，但是數量變多，有時候增生細胞的體積也可能變大（細胞肥大）。細胞增生與細胞肥大的主要差異在於細胞受到外在刺激之後的反應方式，細胞增生是受到刺激之後細胞數量增加，而細胞肥大則是細胞的體積變大。

## 症狀
細胞增生是一種對特定刺激的正常生理反應，增生的細胞也仍然受到細胞生長週期調控；然而，如果出現過多的荷爾蒙或是生長因子的刺激，細胞增生也會成為病理反應。異常的細胞增生和正常的細胞增生同樣受到生長因子控制，並且在移除刺激後停止生長，這一點和癌症及良性腫瘤發展過程中的贅生物不同，不同點在於癌变細胞不但異常生長，而且對於正常生長因子刺激沒有反應 。即使如此，異常的細胞增生可以是進一步發生癌變的起點。

## 原因
許多原因都可能導致細胞增生，包括為了補償皮膚損傷而發生的表皮基底層增生、慢性發炎反應、荷爾蒙失調、或是因為創傷及其他疾病而發生的器官補償生長 。細胞增生可能無害且發生在特定組織，例如乳腺的泌乳細胞在懷孕之後發生細胞增生，以因應分娩後的哺乳需求。
胰岛素样生长因子1（IGF）在人體上最主要的功能是促進細胞增生，也就是細胞分裂，相對地，細胞肥大則只是細胞體積增加，例如骨骼肌細胞在重量訓練及使用類固醇之後產生的變化。使用IGF後，會導致細胞增生而真正地增加組織中肌肉細胞的數量，之後施加重量訓練，無論是否使用類固醇，都可以使這些新產生的細胞在大小及力量上更成熟。有些理論認為某些運動的力量輸出訓練可以導致細胞增生，因此增加肌肉纖維的數量而不是僅增加單一肌肉纖維的體積。

## 診斷
以子宮內膜細胞增生為例，通常是透過巴氏涂片检查來確認診斷，或是在子宮頸檢查時同時取得子宮內膜組織切片。至於庫興氏病則可以檢查患者唾液的可體松濃度是否升高。

### 種類

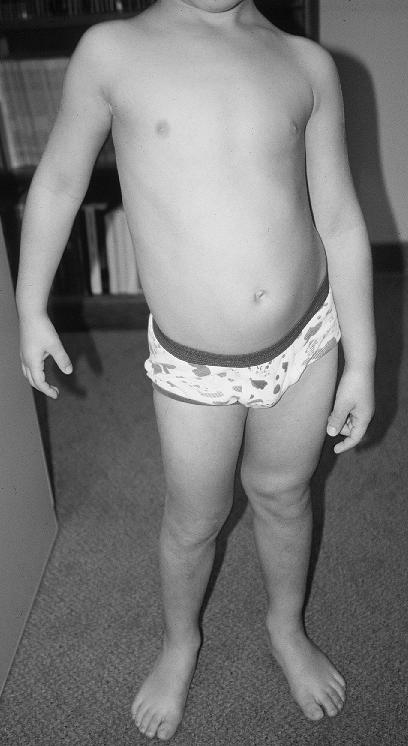
患者的右側上下肢發生偏側增生，從其骨盆傾斜的外觀可以發現長短腿症狀。

細胞增生有些更常見的臨床形式，或是有些情況導致細胞增生：
- 良性前列腺增生症——臺灣口語上也被稱作攝護腺肥大（但此在醫學病理上屬誤稱）[1]。

- 庫興氏病（英语：Cushing's disease）——因為患者體內促腎上腺皮質激素濃度升高，導致腎上腺皮質發生異常的細胞增生[18]。

- 先天性腎上腺增生症——腎上腺的遺傳疾病[19]。

- 子宮內膜增生症——子宮內膜發生細胞增生，是多囊卵巢綜合症的症狀之一，當雌激素長時間對子宮內膜刺激，且子宮內膜缺乏黃體素的保護時，就會導致子宮內膜增生。如果沒有接受適當的治療，可能會進一步發展成子宮內膜癌[20]。從子宮內膜增生症發展成子宮內膜癌是異常細胞增生可以導致癌變的典型範例[9] 。

- 偏側增生（英语：hemihyperplasia）——又稱偏側發育過度，只有半邊身體發生細胞增生，有時會導致肢體長度不同[21]。

- 乳房細胞增生——乳房細胞增生包括正常乳腺管增生以及非典型乳腺管增生（英语：Atypical ductal hyperplasia），其中後者有較高的機率進展為乳癌[2] 。

- 血管內膜增生（英语：Intimal hyperplasia）——血管內膜增生是血管受損之後的正常生理反應，也是器官移植失敗的原因之一，尤其是人工靜脈移植；血管內膜增生也是動脈內膜切除術（英语：endarterectomy）的併發症之一[22]。

- 表皮細胞增生（英语：Focal epithelial hyperplasia）——這是在口腔黏膜組織（在喉腔偶爾也會發生）的疣狀增生，是受到某些特定型別的人類乳突病毒感染引起。這個類型尚未發現進展為癌症的病例[23]。

- 皮脂腺增生（英语：Sebaceous hyperplasia）——在這個種類中，患者的皮脂腺增生而變大，因此在皮膚上出現小而黃的突起，好發於臉部，這種疾病不具有傳染性也不危險[24]。

- 肝臟代償性增生——肝臟受損之後，肝細胞大量分裂增殖，由新產生的細胞恢復肝臟功能到基本水準。肝臟即使有75%受損或是被切除，仍然可以在肝細胞分裂複製後恢復，這也是臨床上肝臟活體移植可行的原因[25]。

## 治療
細胞增生的治療會依據每種疾病的不同採用不同的治療方法。例如攝護腺肥大的患者可以合併使用甲型交感神經受體阻斷劑以及5α還原酵素抑制劑治療。